# Tajna Politechnika Ukraińska
Tajna Politechnika Ukraińska – niejawna ukraińska uczelnia techniczna, działająca we Lwowie w latach 1922–1925.
Uczelnia powstała na bazie rocznych kursów politechnicznych na wydziale technicznym Tajnego Uniwersytetu Ukraińskiego. 
Wykładano na niej tylko teoretyczne przedmioty techniczne, bez praktyk. Politechnika składała się z trzech wydziałów: ogólnotechnicznego, maszynowego i leśnego. Współpracowała z Politechniką Wolnego Miasta Gdańska oraz Przybramską Akademią Górniczą (wydział leśny, w Czechosłowacji). Po pierwszym roku studiów studenci wyjeżdżali na dalsze studia za granicę, głównie do Wolnego Miasta Gdańsk.
Rektorem był Wiktor Łuczkiw, na uczelni studiowało 64 studentów. 

## Literatura
- Енциклопедія українознавства, Lwów 1993, t. 4, s. 1417